# 基因剂量
 基因剂量（英語：Gene dosage)  是指在基因组中某一特定基因的拷贝数。例如，在E. coli中，CRISPR序列中包含多个保守重复序列，该序列具有较高基因剂量，而乳糖操纵子（lac operon）在基因组中只有一个拷贝，所以具有较低的基因剂量。基因剂量虽然一定程度与细胞内表达的基因产物的量相关，但是基因表达产物的量更多受到基因表达调控的影响。有时候，基因剂量（基因组上某一基因拷贝数）的变化能够导致重大的细胞表型变化。
在真核生物中，大多数细胞中的基因为常染色体基因，所以成对出现，这样的就是双拷贝基因剂量。与此不同的其他基因剂量往往与细胞量化或者定性的表观性状相关，而且可能与许多遗传性的健康问题相关，例如脊髓性肌肉萎缩症或者唐氏综合征。在唐氏综合征中，第21染色体上的基因表达了提高了50%，这导致了严重生理和精神上的残疾（每800个人中会有一个人患有唐氏综合征）。
在原核生物中，细胞往往进行无性繁殖，例如二分裂。在每个单细胞中，细菌的染色体通常仅有一个拷贝，但是在复制起点（origin of replication）到终点之间，仍会存在基因剂量的不同。靠近复制起点近的基因往往会在细胞准备二分裂的过程中先进行复制，这样该基因存在两个拷贝的时间就要比靠近终点的基因的时间长。这些基因剂量的变化会导致基因由于在基因组上位置不同而具有不同的表达量。

## 引用
1. 1 2  Hartwell, Leland. .  4th. New York: McGraw-Hill https://www.worldcat.org/oclc/317623365. 2011. ISBN 978-0-07-352526-6. OCLC 317623365. 缺少或|title=为空 (帮助)
2. ↑  Garrett, R. (Reginald). .  1st Canadian. Toronto: Nelson Education https://www.worldcat.org/oclc/811406868. 2013. ISBN 978-0-17-650265-2. OCLC 811406868. 缺少或|title=为空 (帮助)
3. ↑  Nussbaum, Robert L., 1950-; Willard, Huntington F.,. .  8th. Philadelphia https://www.worldcat.org/oclc/904942499. ISBN 978-1-4377-0696-3. OCLC 904942499. 缺少或|title=为空 (帮助)
4. ↑  Gardiner, Katheleen. . Genome Biology. 2004, 5 (10): 244  [2020-01-28]. ISSN 1474-760X. PMC 545589 . PMID 15461808. doi:10.1186/gb-2004-5-10-244. （原始内容存档于2016-05-22）.
5. ↑  Bryant, Jack A.; Sellars, Laura E.; Busby, Stephen J. W.; Lee, David J. . Nucleic Acids Research. 2014-10, 42 (18): 11383–11392  [2020-01-28]. ISSN 1362-4962. PMC 4191405 . PMID 25209233. doi:10.1093/nar/gku828. （原始内容存档于2019-11-28）.